# Chen
För andra betydelser, se Chen (olika betydelser).
Chen är ett av de allra vanligaste kinesiska efternamnen. Det skrivs traditionellt 陳, förenklat 陈, pinyin Chén. Kantonesisktalande utanför Folkrepubliken Kina kan transkribera namnet Chan.  	 	 	
Den 31 december 2014 var 1528 personer med efternamnet Chen och 303 personer med efternamnet Chan bosatta i Sverige.

## Personer med efternamnet Chen eller Chan
Personer utan angiven nationalitet är från Kina.

### Män
- Chen Bingde (född 1941), general och kommunistisk politiker
- Chen Boda (1904–1989), kommunistisk ideolog
- Chen Cheng (1897–1965), militär och nationalistisk politiker
- Chen Chi-Hsin (född 1962), taiwanesisk basebollspelare
- Chen Daxiang (född 1996), boxare
- Chen Ding (född 1992), idrottare, kappgångare
- Chen Duxiu (1879–1942), akademiker och kommunistisk aktivist
- Eugene Chen (1878–1944), politiker
- Chen Gongbo (1892–1946), politiker, nationalist
- Chen Guangcheng (född 1971), aktivist för mänskliga rättigheter
- Chen Jin (född 1986), bordtennisspelare
- Chen Jiongming (1878–1933), jurist, politiker, revolutionär, krigsherre
- Chen Kaige (född 1952), kinesisk-amerikansk regissör
- Chen Kuiyuan (född 1941), kommunistisk politiker
- Chen Lifu (1900–2001), nationalistisk politiker
- Chen Long (född 1989), badmintonspelare
- Chen Longcan (född 1965), bordtennisspelare
- Chen Maiping (född 1952), författare och poet bosatt i Sverige
- Chen Mingming (född 1950), diplomat, ambassadör i Stockholm
- Chen Qi (född 1984), bordtennisspelare
- Chen Qiufan (född 1981), science fiction-författare
- Sean Chen (född 1949), taiwanesisk politiker, premiärminister
- Chen Shui-bian (född 1950), taiwanesisk politiker, president
- Steve Chen (född 1978), taiwanesisk-amerikansk grundare av Youtube
- Chen Szu-Yuan (född 1981), taiwanesisk bågskytt
- Chen Wei-Chen (född 1966), taiwanesisk basebollspelare
- Chen Yi (kommunist) (1901–1972) ,militär och politiker
- Chen Yi (Kuomintang) (1883–1950), militär
- Chen Yibing (född 1984), gymnast
- Chen Yun (1905–1995), kommunistisk politiker

- Ernie Chan (1940–2012), filippinsk-amerikansk serietecknare
- Jackie Chan (född 1954),hongkongkinesisk skådespelare, regissör och sångare
- Johnny Chan (född 1957), amerikansk pokerspelare
- Julius Chan (född 1939), politiker från Papua Nya Guinea
- Kim Chan (1917–2008), kinesisk-amerikansk skådespelare

### Kvinnor
- Anna Gustafsson Chen (född 1965), svensk sinolog, bibliotekarie ochöversättare
- Chen Hao (född 1979), skådespelare, fotomodell och sångare
- Chen Jing (född 1968), bordtennisspelare
- Chen Jo-hsi (född 1938), taiwanesisk-amerikansk författare
- Joan Chen (född 1961), kinesisk-amerikansk skådespelare, manusförfattare, regissör och filmproducent
- Julie Chen (född 1970), amerikansk programledare, nyhetsankare och tv-producent
- Chen Li Ju (född 1981), taiwanesisk bågskytt
- Chen Ling (aktiv 2008), bågskytt
- Chen Qiuqi (född 1980), landhockeyspelare
- Chen Ran (född 1962), författare
- Chen Ruolin (född 1992), simhoppare
- Chen Shih-Hsin (född 1978), taiwanesisk taekwondoutövare
- Chen Xiaojun (född 1992), konstsimmare
- Chen Yongyan (född 1962), gymnast
- Yuan-tsung Chen (född 1932), författare
- Chen Yuefang (född 1963), basketbollspelare
- Chen Yueling (född 1969), kappgångare
- Chen Yufeng (född 1970), fotbollsspelare
- Chen Zhaoxia (född 1975), landhockeyspelare
- Chen Zhen (född 1963), handbollsspelare
- Chen Zhong (född 1982), taekwondoutövare
- Chen Zihe (född 1968), bordtennisspelare

- Anson Chan (född 1940), hongkongkinesisk politiker
- Erin Chan (född 1979), kanadensisk konstsimmare
- Margaret Chan (född 1947), hongkongkinesisk ämbetsman, generaldirektör för WHO
- Sita Chan (1987–2013), hongkongkinesisk popsångerska